# Luxemburgischer Eishockeypokal 2010/11
Die Saison 2010/11 war die zwölfte Austragung des luxemburgischen Eishockeypokals und die erste Saison als Alter Domus Cup, des luxemburgischen Eishockeypokalwettbewerbs. Pokalsieger wurde zum ersten Mal in der Vereinsgeschichte überhaupt Lokomotive Luxembourg.

## Modus
In einer gemeinsamen Gruppenphase absolvierten die vier Mannschaften jeweils sechs Spiele. Die beiden Erstplatzierten qualifizierten sich für das Pokalfinale. Für einen Sieg nach regulärer Spielzeit erhielt jede Mannschaft drei Punkte, bei einem Sieg nach Shootout gab es zwei Punkte, bei einer Niederlage nach Shootout gab es ein Punkt und bei einer Niederlage nach regulärer Spielzeit null Punkte.

## Tabelle
|    | Klub                  | Sp | S | SOS | SON | N | Tore  | Punkte |
| -- | --------------------- | -- | - | --- | --- | - | ----- | ------ |
| 1. | Tornado Luxembourg    | 6  | 4 | 1   | 0   | 1 | 51:18 | 14     |
| 2. | Lokomotive Luxembourg | 6  | 4 | 0   | 1   | 1 | 46:14 | 13     |
| 3. | Puckers Luxembourg    | 6  | 2 | 0   | 0   | 4 | 16:42 | 6      |
| 4. | IHC Beaufort          | 6  | 1 | 0   | 0   | 5 | 11:39 | 3      |

Sp = Spiele, S = Siege, N = Niederlagen, SOS = Shootout-Sieg, SON = Shootout-Niederlage 

## Playoffs

### Spiel um Platz 3
- IHC Beaufort – Puckers Luxembourg 8:2

### Finale
- Lokomotive Luxembourg – Tornado Luxembourg 5:2